# Bitwa pod Zusmarshausen
Bitwa pod Zusmarshausen – bitwa stoczona 17 maja 1648 roku pomiędzy armią cesarską pod dowództwem Maksymiliana von Gronsfelda a połączonymi wojskami szwedzkimi i francuskimi dowodzonymi przez Gustawa Wrangla i Turenne’a.
Bitwa, która zakończyła się zwycięstwem wojsk szwedzko-francuskich, była ostatnim większym starciem wojny trzydziestoletniej na ziemiach niemieckich.
W styczniu 1648 sprzymierzona armia cesarska dowodzona przez hrabiego Maksymiliana von Gronsfelda (od roku 1645 głównodowodzącego wojsk Maksymiliana I Bawarskiego) oraz hrabiego Petera Melandera von Holzappel, po nieudanym oblężeniu Magdeburga skierowała się ku Dunajowi w rejon przeprawy na wysokości miasteczka Günzburg. W ślad za nią ruszyły siły szwedzkie Gustawa Wrangla oraz francuskie dowodzone przez Turrenne'a, które dotarły do Dunaju 13 maja 1648 roku w okolicach Lauingen. Nieporozumienia pomiędzy Gronsfeldem i Melanderem w kwestii pierwszeństwa ataku na nieprzyjaciela (a w konsekwencji podział ich armii), wykorzystane zostały przez Szwedów. 
17 maja w okolicach Zusmarshausen koło Augsburga siły szwedzko-francuskie zaskoczyły armię cesarską. Odparciem ataków przeciwnika kierował Raimondo Montecuccoli, podczas gdy obroną taboru oraz artylerii zajął się Melander, który w trakcie walk raniony został śmiertelnie i tego samego dnia zmarł w Augsburgu. Montecuccoli ratując tabor wycofał się do Landsberga. W wyniku zwycięstwa siły szwedzko-francuskie wkroczyły na terytorium południowych Niemiec, które pustoszyły bezwzględnie aż do zawarcia pokoju westfalskiego.